# Личный чемпионат СССР по шахматной композиции 1971
Чемпионат СССР по шахматной композиции 1971 — 10-й личный чемпионат.
П/ф — 625 композиций 102 авторов, опубликованных в 1969—1970. 
Главный судья — Е. Умнов.

## Двухходовки
П/ф — 196 задач 36 авторов. Финал — 20 задач 13 авторов. 
Судья — Рухлис. 
1. Кисис — 54 очка; 

2. Чепижный — 30; 

3. В. Карпов — 25; 

4. Мельниченко — 23½; 

5. Феоктистов — 23; 

6. М. Кузнецов — 16; 

7. М. Локкер — 13; 

8. Шедей — 12½; 

9. В. Владимиров — 6½; 

10. Гордиан — 47а; 

11. Р. Залокоцкий — 1½; 

12—13. Кацнельсон и Ю. Фокин — по ½.  
Лучшая композиция — Кисис.

## Трёхходовки
П/ф — 165 задач 32 авторов. Финал — 30 задач 17 авторов. 
Судья — Умнов. 
1. Л. Загоруйко — 77 очков;
2. А. Гуляев — 63;
3. Я. Владимиров — 61;
4. А. Феоктистов — 58;
5. С. Пугачёв — 57;
6. В. Брон — 31;
7. В. Карпов — 21;
8. С. Воронов — 20;
9. В. Тимонин — 18;
10. Ю. Сушков — 14;
11. Н. Леонтьева — 12;
12. В. Ударцев — 11;
13. Савченко — 8;
14. Гродзенский — 6½;
15. В. Бабичев — 4;
16. А. Ярославцев — 2;
17. Т. Амиров — 1.

Лучшая композиция — Гуляев.

## Многоходовки
П/ф — 119 задач 32 авторов. Финал — 30 задач 15 авторов. 
Судья — Розенфельд. 
1. Я. Владимиров — 80 очков; 

2. Крихели — 79; 

3. Попандопуло — 69; 

4. Феоктистов — 46; 

5. Савченко — 44; 

6. А. Копнин — 31½; 

7. Гуляев — 30; 

8. Бюзандян — 23; 

9. Гебельт — 19; 

10. В. Андреев — 13; 

11. Гордиан — 9; 

12. В. Арчаков — 8; 

13—14. К. Почтарёв и Фокин — по 6; 

15. В. Дедешин — 1½. 
Лучшая композиция — Копнин.

## Этюды
П/ф — 145 этюдов 31 автора. Финал — 25 этюдов 18 авторов.
Судья — Корольков. 
1. Каспарян — 72 очка; 

2. Якимчик — 66; 

3. Погосянц — 24; 

4—5. Д. Гургенидзе и Надареишвили — по 21; 

6. Казанцев — 17; 

7. Каландадзе — 14; 

8. А. Копнин — 13; 

9. В. Долгов — 12; 

10. Базлов — 11; 

11. Брон — 10; 

12—13. Ал. Кузнецов и А. Мотор — по 9½; 

14. Крихели — 7; 

15. Кацнельсон — 6; 

16. Митрофанов — 5; 

17. Тавариани — 4; 

18. Неидзе — 3. 
Лучшая композиция — Каспарян.